# 행복한 남자 (드라마)
《행복한 남자》는 2001년 5월 25일에 MBC에서 방영한 베스트극장이다.

## 등장 인물

### 주요 인물
- 김주승 : 정인수 역 - 부부생활 TV 프로그램의 진행자
- 김정균 : 강태규 역 - 자칭 인수의 친구
- 지수원 : 송영란 역 - 바이올리니스트, 인수의 아내

### 그 외 인물
- 김서형 : 혜진 역 - 인수의 내연녀
- 최항석
- 강수영
- 김승현
- 박주희
- 염현희
- 주우
- 백종헌
- 손유경
- 한미진
- 인교진
- 조명진
- 이창호
- 조중휘 (아역)
- 김도희 (아역)